# Гаврилки (Полтавский район)

Гаврилки (укр. Гаврилки) — село,
Руновщинский сельский совет,
Полтавский район,
Полтавская область,
Украина.
Код КОАТУУ — 5324084605. Население по переписи 2001 года составляло 9 человек.

## Географическое положение
Село Гаврилки находится на правом берегу реки Свинковка,
выше по течению на расстоянии в 1,5 км расположено село Флоровка,
ниже по течению примыкает село Фисуны,
на противоположном берегу — село Карнаухи.